# دیوید کانفیلد اسمیت
دیوید کانفیلد اسمیت (David Canfield Smith)، یک دانشمند علوم کامپیوتر آمریکایی بود که بیشتر به دلیل اختراع آیکن‌های کامپیوتری و تکنیک برنامه‌نویسی که به نام برنامه‌نویسی با نمایش (programming by demonstration) شناخته می‌شود، معروف است. تأکید اولیه او بر بخش طراحی رابط کامپیوتر – انسان (CHI) است. هدف او این بود که استفاده کامپیوتر را برای مردم عادی آسان‌تر سازد. او یکی از پیشگامان رابط کاربری گرافیکی (GUI) مدرن برای کامپیوتر بوده که تکنیک‌هایی مثل «میز مجازی - desktop metaphor»، دیالوگ باکس و فرمان‌های جهانی را اختراع کرده‌است.

## زندگی شخصی و تأثیرات
اسمیت در ۲۹ مارس ۱۹۴۵ در روانوک، ورجینیا به دنیا آمد. او از دبیرستان چیلیکوت (اوهایو) در سال ۱۹۶۳ فارغ‌التحصیل گردیده و در سال ۲۰۰۷ میلادی به تالار مشاهیر فارغ‌التحصیلان برجسته دبیرستان چیلیکوت معرفی گردید.

### کالج اوبرلین
اسمیت به کالج اوبرلین رفته و در سال ۱۹۶۷ میلادی لیسانس‌اش را توأم با افتخارات در ریاضیات گرفت. در جریان سال اخیر اسمیت متوجه شد که نمی‌خواهد حرفه‌اش را به عنوان پروفسور ریاضیات به پیش ببرد، هر چند تا آن زمان هدف‌اش را شکل می‌داد. خوش‌بختانه، رشته علوم کامپیوتر در شرف آغاز شدن بود؛ به نظر می‌رسد طراحی شده بود که علاقه او از ریاضیات به حل مشکلات واقعی دنیا سوق داده شود. او پس از خواندن Computers and Thought نوشته ادوارد آ فایگنبوم و جولیان فلدمن، یک علاقه ابتدائی به هوش مصنوعی (AI) پیدا کرد. این کتاب الهام بخش پیشنهاد کرده بود که AI آینده کامپیوتر است و اسمیت می‌خواست تا در آن دخیل باشد. هرچند سی سال بیش از آنچه مردم انتظار داشتند طول کشید، اما امروزه AI آینده کامپیوتر را شکل می‌دهد. (چه بهتر یا بدتر).

### دانشگاه استنفورد
در سال ۱۹۶۷ میلادی او آغاز به دنبال‌نمودن دکترایش در دانشگاه استنفورد در رشته علوم کامپیوتر کرد. او به لابراتوار هوش مصنوعی استنفورد (SAIL) پیوست. اسمیت به پیروی از فایگنبوم و فیلدمن، می‌خواست تا کامپیوتر را قادر به یادگیری بسازد. او فکر می‌کرد که اگر کامپیوتر بتواند بی‌آموزد، می‌تواند از آن توانایی استفاده کرده و به‌خود آموزش دهد و بنابر این می‌آموزد که چگونه بهتر بی‌آموزد. پس از چند تکرار، کامپیوتر می‌تواند یک یادگیرنده متخصص شود. در آن زمان انسان‌ها می‌توانند از آن برای حل مشکلات بزرگ تمدن انسانی کار بگیرند و از ان طریق پیشرفت‌های واقعی علمی می‌تواند انجام بپذیرد. با این حال پیشرفت در AI به دلیل کامپیوترهای ضعیف که امروزه در اختیار داریم، بطی بوده و تا پایان این قرن بطی باقی خواهد ماند. بعد از آغاز قرن جدید بود که کامپیوترها نهایتاً به آن اندازه قوی شدند که شبکه‌های عصب مصنوعی (ANNs) به ظرفیت خود برسند. ANNs منبع رنسانس فعلی AI هستند. سؤال این‌جاست که آیا آن‌ها آن‌قدر قدرت‌مند خواهند شد تا جایگزین انسان به عنوان گونه‌های غالب در زمین شوند؟
در همان زمان، توهم اسمیت از AI برطرف شد. او از آلن کی، اسیستانت پروفسور علوم کامپیوتر در استنفورد، کسی که در لابراتوار AI کار می‌کرد، طلب کمک کرد. یک روز کی یکی از مهم‌ترین جملات زندگی اسمیت را گفت. او گفت، «من نمی‌خواهم یک کامپیوتر هوش‌مندتر بسازم؛ من می‌خواهم از کامپیوتر استفاده کنم تا مردم هوش‌مندتر شوند». این جمله برای اسمیت ظهور یک تجلی بود. او فکر کرد که «من هم می‌خواهم چنین کنم!». او از کی خواست تا مشاور تیزس او باشد و کی پذیرفت. در اولین دیدار برای بحث روی تیزس (اسمیت هنوز در مورد موضوع تیزس فکر نکرده بود)، کی به اسمیت یک بسته کتاب‌ها در مورد هنر و فلسفه، از جمله تفکر دیداری نوشته رودولف آردهایم، عمل آفرینش نوشته آرتور کوستلر، هنر و توهم نوشته ارنست گومبریش و روان‌شناسی اختراع در رشته ریاضی نوشته جاکوس هادامارد را داد. این کار اسمیت را بسیار متعجب ساخت، زیرا او انتظار کتاب‌های در مورد الگوریتم و ساختارهای اطلاعات، طراحی زبان برنامه‌نویسی، تکنیک‌های ساخت کامپایلر وغیره را داشت. اما کی معتقد بود که ایده‌های خارج از علوم کامپیوتر برای پیشرفت این رشته حایز اهمیت هستند. اسمیت در نخست از این کار بهت زده شده بود. حالا او می‌داند که آن کتاب‌ها مهم‌ترین کتاب‌ها در زندگی حرفه‌ای او بوده‌اند؛ او مکرراً از آن‌ها یاد کرده‌است و از آن زمان به بعد آن‌ها هادی طرز فکر او شده‌اند.
اسمیت دکترایش را در سال ۱۹۷۵ میلادی به پایه اکمال رساند.

## پیگمالیون
پیگمالیون نام تیزس اسمیت در استنفورد است. این تیزس حاوی دو ابتکار جدید است: مفاهیم آیکن‌های کامپیوتر و برنامه‌نویسی توسط نمایش. اسمیت پس از مجسمه‌ساز مشهور پیگمالیون از افسانه‌های رومی، نام این برنامه را پیگمالیون گذاشت. این برنامه در زبان کاملاً جدید برنامه‌نویسی، اسمال تاک در کامپیوتر شخصی کاملاً جدید زیراکس آلتو به کار برده شده‌است.

### توسعه آیکن‌ها
(نیاز به بازنویسی دارد) اسمیت و شاگردانش در استنفورد اغلب با هم همراه شده و برای حل مشکلات تبادل نظر می‌کنند. این کار معمولاً با استفاده از یک تخته سیاه انجام می‌پذیرفت. آن‌ها تصاویر و دیاگرام‌ها را برای نشان دادن راه حل ترسیم می‌کنند. سپس آن‌ها نشسته و این دیاگرام‌ها را به زبان برنامه‌نویسی ترجمه می‌کنند تا کامپیوتر آن را بپذیرد. این‌جایی است که به مشکل ظهور می‌کند. فاصله ترجمه میان تصاویر و کود خطی زیاد بود. تلاش برای کوتاه کردن آن منجر به خطاهای زیاد می‌شود. به فکر اسمیت خطور کرد که اگر کامپیوتر می‌توانست رسامی‌های تخته‌سیاه را به‌صورت مستقیم اجرا کند، مشکل آن‌ها حل است. و یک کلاس کامل از خطاها از میان می‌رفتند، وجود نخواهد داشت؛ بنابراین او تصمیم گرفت تا این موضوع را هدف تحقیق دکترایش بسازد. او باید یک تخته‌سیاه الکترونیک قابل اجرا می‌ساخت.
اسمیت هنگام ساختن پیگمالیون اجسامی را می‌خواست که به‌صورت مستقیم به داخل سیستم دست‌کاری شوند. اسمیت از عقیده موجود در برخی از ادیان الهام گرفته بود که تصاویر نشان‌دهنده اشخاص مقدس، برخی از تقدس آن شخصیت را به‌خود می‌گیرند. اسمیت اجسام را قسمی در پیگمالیون مجسم می‌ساخت که دارای شیماتیک‌های دیداری و مکانیکی باشند. او یک نماد (آیکن) مذهبی را دید و اجسامی را ترسیم می‌کرد که به‌صورت مشابه معنای دوگانه دارند، بنابراین نام این اجسام را آیکن گذاشت.

## جدول زمانی حرفه
۱۹۶۳–۱۹۶۷: لیسانس‌اش را در رشته ریاضیات از کالج اوبرلین گرفت.
۱۹۶۷–۱۹۷۵: دکترایش را در رشته علوم کامپیوتر در دانشگاه استنفورد دنبال کرد. در جریان این مدت اسمیت همچنین در زیراکس PARC کار کرده‌است، جاییکه او بخشی از گروه تحقیقاتی آموزشی آلن کی شد که اسمال‌تاک، یکی از اولین زبان‌های برنامه‌نویسی مبتنی بر اجسام، را توسعه دادند. پروژه تیزس اسمیت، پیگمالیون، در اسمال‌تاک نوشته شد.
۱۹۷۵–۱۹۷۶: برنامه‌نویس در مرکز تحقیقات تقویتی (ARC) دوگلاس انگلبارت در مؤسسه تحقیقاتی استنفورد (SRI). اسمیت به دلیل چندین مقاله آینده‌نگر که از ARC و The Mother of All Demos انگلبارت منتشر شده بود، به ARC علاقه‌مند شد. با این حال، اسمیت احساس نمی‌کرد که انگلبارت با تحقیقات پیشرفته که او به تازگی در PARC دیده بود، پیش می‌رود. از همه مهم‌تر، انگلبارت به سیستم‌های شریک سازی زمان متعهد بود، در حالی که PARC راه را به روی کامپیوترهای شخصی باز می‌کرد.
۱۹۷۶–۱۹۸۳: طراح رابط کاربری در زیراکس در بخش توسعه سیستم‌های زیراکس. اسمیت یکی از شش طراح‌های اصلی رابط کاربری برای کامپیوتر زیراکس استار بود.
۱۹۸۳–۱۹۸۴: طراح رابط کاربری در VisiCorp – در آن زمان اسمیت به VisiCorp که بزرگ‌تر از مایکروسافت بود، پیوست. چهار مورد از ۱۰ پُر فروش‌ترین اپلیکشن‌های کامپیوتری – از جمله VisiCalc را تولید کرد. او به دلیل این‌که مشتاق مخترین VisiCalc، باب فرانکستون و دان بریکلین بود، به VisiCorp پیوست. او همانند آن‌ها می‌خواست تا در تولید یک اپلیکیشن جدید سهم داشته باشد. در نتیجه، او نمونه اولیه یک اپلیکیشن جدید را که برای دیتابیس‌های منطقی مورد کاربرد داشت را ساخت، کاری که VisiCalc با مدل‌سازی مالی می‌کرد. متأسفانه، قبل از این‌که او بتواند نمونه اولیه را به محصول تبدیل کند، تجارت VisiCorp از کار افتاد. اسمیت این اتفاق را یکی از بزرگ‌ترین ناامیدی زندگی حرفه‌ی‌اش می‌نامد.
۱۹۸۴–۱۹۸۵: اسمیت، یکی از مؤسسین، مهندس سیستم و طراح رابط کاربری در Dest Systems، با سایر کارمندان سابق VisiCorp، استارت آپی را تحت چتر شرکت Dest شکل دادند تا OCR خوان Dest را با دستگاه‌های حافظه‌دار مانند آپتیکل دیسک همراه ساخته و مقدار زیاد اسناد کاغذی را به شکل الکترونیکی قابل جست‌جو و قابل ویرایش تبدیل کنند. این تیم تحت تأثیر آمار رفتند، به‌طور مثال: اسناد Boeing 747 بیش از خود هواپیما وزن داشت. باز هم، اسمیت و تیمش نمونه اولیه محصول را ساختند اما قبل از این‌که آن را به‌صورت کامل اجرا کنند، Dest با مشکلات مالی مواجه شد.
۱۹۸۵–۱۹۸۸: یکی از مؤسسین و معاون رابط‌های انسانی در Cognition – این یک استارت آپ در ماساچوست بود که می‌خواستند آنچه را ایستگاه‌های کاری مانند Mentor Graphics از Daisy برای مهندسان برق انجام داد، آن‌ها به مهندسان مکانیک انجام دهند. از لحاظ مهندسی، این کار آن‌ها مبتنی بر Sketchpad ایوان سوترلند بود؛ این برنامه از هندسه مبتنی بر موانع برای ترسیم دستگاه‌های مکانیکی مانند میکانیزم بالا-پایین‌کننده شیشه‌ها در ماشین، استفاده می‌کرد. ابعاد، زاویه‌ها و سایر اندازه‌گیری‌ها در دیاگرام‌ها به فرمول‌های ریاضیکی ربط داده شد. زمانی که ارزش‌ها در فرمول‌ها تغییر می‌کردند، دیاگرام‌ها به‌صورت اوتوماتیک آپدیت شده و تغییرات را نشان می‌دادند. مهندس می‌توانست همیشه یک تصویر دقیق دیداری از مدل ریاضیکی خود داشته باشد. اسمیت یک رابط ساده‌ای را طراحی کرد که در نوتبوک مهندسان مدل شده بود. این رابط دارای نوت‌های رسامی برای دیاگرام‌ها، نوت‌های ریاضی برای فرمول‌ها، نوت‌های متن برای توضیحات متنی وغیره بود. تمام این‌ها می‌توانست در صفحات یک کتابچه جا داده شود. این یک طرح مادیولر بود و به سادگی می‌توانست انواع جدید نوت‌ها را بعد از اختراع در خود بگنجاند. این محصول تکمیل و فروخته شد، اما Cognition هیچ‌گاه سود نکرد و از کار بازماند. Cognition در ایستگاه‌های کاری وقف شده با قدرت بالا به کار برده شده بود که به دلیل افزایش قدرت کامپیوترهای ارزان شخصی با استفاده از چیپ‌های Intel، نمی‌توانست رقابت کند. با این حال، رابط Cognition موفق بود و برنده رقابت جنرال موتورز شده و سیستم مدیریت رابط کاربری (UIMS) آن شد.
۱۹۸۸–۱۹۹۶: طراح رابط کاربری در اپل – اسمیت در گروه فناوری Advanced اپل کار کرد، جاییکه او و آلن سایفر، با کمک‌های مهم آلن کی، KidSim را اختراع کردند. KidSim بر اساس ایده اسمیت در مورد برنامه‌نویسی توسط نمایش ساخته شد. اما این پروژه یک ایده به همان اندازه قدرت‌مند را اختراع کرد: برنامه‌نویسی قوانین بصری.
۱۹۹۶–۲۰۰۲: یکی از مؤسسین و طراح رابط کاربری در Stagecast – پس از این‌که گروه فناوری Advanced توسط اپل لغو شد، اسمیت و برخی از همکارانش در اپل یک استارت آپ را به نام Stagecast ساختند تا KidSim را به یک محصول تبدیل کنند. آن‌ها KidSim را به Creator تغییر نام دادند. Creator توسط یک تیم اختصاصی مهندسان در Stagecast توسعه، تصفیه و تعمیم یافت. Creator تکمیل شده (نسخه ۱٫۰ و ۲٫۰) و به مدارس فروخته شد. اما در حوالی قرن جدید قبل از آیپد یک بازار سخت بود و نهایتاً Stagecast به دلیل نبود کمک مالی از کار افتاد. امروزه، کامپیوترهای تبلیت مانند آیپد یک پلتفورم عالی برای Creator بوده و اپ استور بهترین راه برای فروش آن است.
۲۰۰۲–۲۰۰۳: طراح رابط انسان – کامپیوتر در IBM
۲۰۰۴–۲۰۰۹: بازنشسته شدن – اسمیت و خانمش جانت در یک وسیله‌ای نقلیه‌ای تفریحی (RV) کشور را سفر کردند. او فعلاً مصروف نوشتن کتابی در مورد سفرشان است.
۲۰۰۹ – اکنون: هنوز هم بازنشسته است. در بیند، اوریگون زندگی می‌کند. از کوهنوردی، کمپنگ، اسکی، مطالعه و عکاسی لذت می‌برد. مخصوصاً از این‌که زمان دارد تا علایق غیر فنی‌اش را دنبال کند.

## زیراکس استار
(نیاز به بازنویسی دارد) اسمیت میان سال‌های ۱۹۷۶ و ۱۹۸۳ میلادی به عنوان طراح رابط کاربری باری بخش توسعه سیستم زیراکس کار کرد. نقش او به عنوان یکی از شش طراح اصلی برای زیراکس استار، سهم اصلی او را در رشته تعامل انسان-کامپیوتر شکل می‌دهد. پنج طراح دیگر لاری کلارک، ایریک هارسلیم، چارلس ایربی، رالف کیمبال و جیم ریلی بودند. اسمیت هنگامی‌که در استار کار می‌کرد، توسعه این چهار ویژگی اصلی کمک کرد: میز مجازی (desktop metaphor)، دیالوگ باکس، دیزاین آیکن و فرمان‌های جهانی.

### میز مجازی
(نیاز به بازنویسی دارد) میز مجازی (desktop metaphor) عبارت از ارائه اجسام معمول دفتری در رابط کاربری کامپیوتری است. اسمیت و همکارانش می‌خواستند کامپیوتری برای دفتر توسعه دهند. کامپیوترهای قبلی برای دفتر و آنچه اسمیت آن را «کارگران دانش» می‌خواند، طراحی نشده بودند. او میان این‌که کارگران دانش و منشی‌ها – کسانی که در آن زمان کاربران کامپیوتر را شکل می‌دادند – چگونه می‌خواهند از کامپیوتر استفاده کنند، تفکیک قایل شد. برای معرفی کامپیوتری‌که کارگران دانش بتوانند به آسانی آن را فهمیده و با آن کار کنند، اسمیت معتقد بود که لازم است اجسام و ایده‌های که آن‌ها با آن آشنایی دارند، باید شامل ساخته شود. این امر باعث شد تا او اقلام معمول دفتری مانند اسناد (documents)، پوشه‌ها، کابین اسناد (file cabinets) و سبد زباله‌ها (wastebaskets) را در دیزاین‌های آیکن برای استار نشان کند.

### دیالوگ باکس
(نیاز به بازنویسی دارد) دیالوگ باکس یک صفحه کوچک است که حاوی گزینه‌های قابل کلیک می‌باشد و کاربران را قادر می‌سازد تا فرمانی را به کامپیوتر تفهیم کنند. با ارائه کردن یک فهرست گزینه‌ها در این باکس‌ها، کاربران نیاز به حافظه سپردن آن‌ها ندارند.

### آیکن‌ها
(نیاز به بازنویسی دارد) اسمیت آیکن‌های ابتدائی office icons را برای زیراکس استار طراحی کرد. با پیشرفت توسعه در استار و نزدیک به تکمیل شدن، او و سایر دیزاینران تصمیم گرفتند که آیکن‌ها باید حرفه‌ی‌تر معلوم شوند. شش تن آن‌ها آغاز به مصاحبه‌نمودن با هنرمندان طراحی گرافیک کردند تا پیش‌نویس ابتدائی آن‌ها را صیقل نماید. آن‌ها به زودی با نورم کاکس ملاقات کردند – هنرمندی که عملاً در دالاس، تگزاس با زیراکس کار می‌کرد. پس از این‌که کاکس چندین ست جدید آیکن‌ها را ساخت، آن‌ها آزمایش‌های کاربری را آغاز کردند تا مشخص بسازند که کدام ست برای استار سیستم مناسب‌تر است. این آزمایش‌ها مشخص می‌ساخت که کدام ست‌های مختلف از لحاظ زیباشناسی خوشایندتر، قابل شناسایی‌تر به اجسام جهان واقعی که آن را نشان می‌دهند – مانند پرنتر یا mailbox هستند و چقدر زود کاربران می‌توانند یک آیکن را از یک صفحه که پر از آیکن است، شناسایی کنند.

### فرمان‌های جهانی
(نیاز به بازنویسی دارد) فرمان جهانی فرمانی‌ست که در تمام اپلیکیشن‌های سیستم کار می‌کند. با کلمات خود اسمیت، «این فرمان‌ها بدون این‌که قدرت سیستم را کاهش دهند، در کل سیستم را ساده می‌سازد». برخی از فرمان‌های جهانی برای استار Again، کاپی، خصوصیات کاپی، حذف، جابه‌جایی، نشان دادن خصوصیات و Undo بودند.

## اپل

### KidSim
به مدت هشت سال، آلن کی، آلن سایفر و اسمیت باهم در گروه فناوری Advanced کار کردند تا راهی برای تدریس برنامه‌نویسی به کودکان پیدا کنند. در جریان این پروژه، آن‌ها به دو مسئله اساسی برخوردند. اول این‌که چگونه بدون این‌که شاگردان خسته یا دست‌پاچه شوند، با برنامه‌ها کار کنند، دوم این‌که چگونه بفهمانیم بعد از این‌که یک برنامه نوشته می‌شود، چگونه کار می‌کند. تلاش آن‌ها نهایتاً موفق بود و آن‌ها سیستمی را به نام KidSim (برای شبیه‌سازی کودکان) توسعه دادند. این سیستم کودکان در سنین قبل از مدرسه را قادر می‌ساخت تا ویدیوگیم‌ها را برنامه‌نویسی کنند تا کودکان دیگر با آن بازی کنند.

### نرم‌افزار کامپوننت
یکی از پروژه‌های جانبی اسمیت در اپل نرم‌افزار کامپوننت (component software) بود. در هاردویر، طراح به سطح ترانزستورها و رزستورها پایین نمی‌آید، بلکه به کتلاک کامپوننت رفته و یک ست سرکت‌های یک‌پارچه را انتخاب می‌کند و آن‌ها را با هم وصل می‌کند. با این حال، در نرم‌افزار، طراحی با عناصر پایین‌ترین سطح کار می‌کند: بیانیه‌های شرطیه، متغیرها و فراخوان‌های پروسیجر. گاهی اوقات یک کتابخانه روتین‌های از پیش تعریف شده‌ای را ارائه می‌کند که می‌توان آن‌ها را فراخواند و بدین ترتیب کار اجرای آن‌ها از دیزاینر برطرف می‌شود. با این حال، این کتابخانه‌ها اغلب آنچه نیاز است را انجام نمی‌دهند یا هم به صورت مناسب استفاده شده نمی‌توانند. نرم‌افزار کامپوننت تلاش کرد تا کامپوننت‌های نرم‌افزار را قادر بسازد تا به یک شکل مشابه به کامپوننت‌های هاردویر استفاده شوند. مانند بیشتر پروژه‌های اسمیت، این نیز از مرحله نمونه اولیه عبور نکرد.

### OpenDoc
یکی از پروژه‌های جانبی دیگر اسمیت OpenDoc بود. اپل می‌خواست یک مهندسی جدید اسناد را اجرا کند. در OpenDoc، یک کاربر می‌تواند اسناد با استفاده از مجموعه بی‌حد کامپوننت‌های چند رسانه‌ی، بنویسد. مهندسی آن‌قدر انعطاف‌پذیر بود که انواع جدید کامپوننت‌های را که مردم فکر می‌کردند، می‌توانست به آن شامل گردد. برای این پروژه، اسمیت به عنوان مشاور رابط کاربری عمل کرده و یک فرمان جدید جهانی را ساخت: لینک. لینک بعدها به فهرست فرمان‌های جهانی مانند cut, copy, paste و undo علاوه شد که در تمام کامپوننت‌ها قابل استفاده بود. لینک یک اتصال پویا را بین کامپوننت‌ها ایجاد کرد. به‌طور مثال، میان یک کامپوننت spreadsheet و یک کامپوننت دیتابیس، زمانی که در یکی از این کامپوننت‌ها تغییری رونما می‌شد، همان تغییر در دیگر نیز اتفاق می‌افتاد. این فرمان مقدار آپدیت سازی دستی مورد نیاز برای تغییر دادن مواد را کاهش داد و یک افزایش قابل ملاحظه‌ای در کارایی به‌وجود آورد بدون این‌که پیچیدگی را افزایش دهد. متأسفانه، OpenDoc به سرعت متوقف شد.

### زبان برنامه‌نویسی قابل توسعه
نهایتاً، اسمیت یک زبان برنامه‌نویسی قابل توسعه را برای استفاده در گروه فناوری Adnvaced طراحی کرد. این زبان از فناوری PLisp که قبلاً توسط لاری تسلر، هوراس ایدیا و اسمیت در استنفورد توسعه داده شده بود، استفاده می‌کرد. نتنها ساخته‌های برنامه‌نویسی جدید می‌توانست در این زبان علاوه گردد، بلکه برنامه‌نویس توانایی این را داشت تا از این ساخته‌ها در یک برنامه استفاده کند، اما همچنین توسعه‌ها باید در زمان کامپایل انجام می‌پذیرفت. این یعنی، برنامه‌نویس می‌توانست یک پیشوند را در آغاز یک برنامه بگنجاند که به‌صورت پویا ویژگی‌های را فقط برای برنامه بعدی اضافه کند. با این حال، این زبان هیچ‌گاه اجرا نشد.

## Stagecast Creator
Stagecast Creator یک زبان برنامه‌نویسی دیداری مبتنی بر مفهوم برنامه‌نویسی توسط مثال است. هدف از آن تدریس نحوه برنامه‌نویسی به کودکان بود. اسمیت معتقد بود که این برنامه‌نویسی ذاتاً سخت نیست بلکه مشکل اصلی این است که دانشمندان علوم کامپیوتر نتوانستند راه ساده‌تری را برای آموزش و انجام دادن آن ایجاد کنند. Creator یک راه حل به این مشکل بود. اسمیت و تیمش با تست کاربری گروه‌های کلاس‌های چهارم، پنجم و ششم، زبان برنامه‌نویسی را ساختند که در میان گروه کلاس‌های پنجم موفق بود. او معتقد بود که کلاس‌های پنجم «در سنینی بودند که ابتکار و اشتیاق آن‌ها توسط نظام تعلیمی بیرون داده نشده بود، اما آن‌قدر بزرگ شده بودند که اختراع کنند» اسمیت می‌خواست به عوض این‌که کودکان حقایق را به حافظه بسپارند، یک راه جدیدی برای سهیم سازی کودکان و یاد دادن چگونه فکر کردن به آن‌ها بی‌آبد. هرچند کودکان با Creator به دنبال شبیه‌سازی‌ها مثل ساختن ویدیوگیم بودند، اسمیت معتقد بود که تلویحاً به آن‌ها متود علمی را یاد می‌دهد. کودکان با استفاده از Creator نظریات، فرضیات و تجربیات برای تست‌نمودن آن‌ها را خلق می‌کردند، آن تجربه‌ها را اجرا کرده و بعداً نتایج آن را مشاهده می‌کردند تا ببینند که آیا با فرضیه‌ها تطابق دارند یا آن را رد می‌کنند.
Creator ادامه پروژه KidSim اسمیت در اپل بود. در سال ۱۹۹۷ میلادی، استیو جابز گروه فناوری Advanced که اسمیت به آن کار می‌نمود را لغو کرد. این به این معنی بود که KidSim دیگر کمک مالی دریافت نمی‌کرد. با این حال، اپل به اسمیت و ۱۲ کارمند دیگر گروه فناوری Advanced اجازه داد تا پروژه شان را خودشان ادامه دهند. در سال ۱۹۹۷، اسمیت و کارمندانش یک استارت آپی را به نام شرکت Stagecast ایجاد کردند تا کارشان بر KidSim را ادامه دهند. هدف از آن شرکت تکمیل کاربردهای جاوای KidSim و فروش آن به عنوان یک محصول تجاری بود. درست پس از تأسیس شرکت، KidSim به Creator تغییر نام یافت. اولین نسخه در سال ۲۰۰۰ و نسخه دوم آن در سال ۲۰۰۱ میلادی تکمیل شد. تا سال ۲۰۱۲، هنوز هم در وب سایت رسمی Stagecast, www.stagecast.com، برای خرید قابل دریافت بود. با این حال، شرکت Stagecast در سال ۲۰۰۲ به دلیل نبود کمک مالی از کاپیتالیست‌های تجاری در سیلیکون والی از کار افتاد. اسمیت با کلمات خودش گفت چندین کاپیتالیست تجاری به شرکت او گفتند که «از نرم‌افزار شما خوش ما آمد، آیا می‌توانیم یک کاپی آن را به فرزندان ما داشته باشیم؟ اما به شما کمک مالی نمی‌کنیم چون ما هیچ‌گاهی از طریق نرم‌افزارهای تعلیمی پول به‌دست نی‌آورده‌ایم». اسمیت انحلال شرکت Stagecast را دومین و بزرگ‌ترین ناامیدی زندگی حرفه‌ی‌اش می‌خواند.

## بازنشستگی
اسمیت و خانمش جانت در آغاز سال ۲۰۰۴ میلادی بازنشسته شدند، خانه شان را فروخته و یک وسیله‌ای نقلیه‌ای تفریحی (RV) خریدند. در پنج سال آینده آن‌ها کشور را سفر کردند، از مکان‌های دیدنی، نواحی تاریخی عکاسی دیدار کرده و مردم مختلفی را ملاقات نمودند. آن‌ها نهایتاً از تمام پارک‌های ملی در مجاورت ایالات متحده و همچنین آثار ملی، نواحی تفریحی، نواحی تاریخی و پارک‌های ایالتی و محلی در ایالات متحده و کانادا دیدن کردند. اسمیت فعلاً با الهام از کتاب سفرها با چارلی: در جست‌جوی آمریکا اثر جان ستاینبک، کتابی را در مورد آن سال‌ها به نام سفرها با جانت (Travels with Janet) می‌نویسد.
اسمیت و خانمش زمانی که از سفر برگشتند، خانه‌ای را دربیند، اوریگون خریدند و یک زندگی آرام (در مقایسه با منطقه خلیج)، بدون حادثه (در مقایسه با استارت آپ‌های سیلیکان والی) و به نظر بعضی‌ها احتمالاً خسته‌کننده (به استثنای زندگی با نوه‌هایشان) را پیش گرفتند. جانت صرفاً به این دلیل که دوست دارد، به درس دادن پیانو در یک استدیوی کوچک ادامه می‌دهد. اسمیت به مطالعه زیاد ادامه می‌دهد – اما اغلب برای این‌که تغییری ایجاد شده باشد، کتاب‌های غیرفنی می‌خواند. او اخیراً با دکتر هنری لیبرمن از MIT با الهام از کتاب تخیلی او «چرا نمی‌توانیم همه با هم کنار بی‌آییم؟» همکاری می‌کند. ایده‌اش این است که رابط‌های کاربری کاملاً جدیدی را بررسی کند. درست مانند جانت، من این کار را صرفاً به این دلیل انجام می‌دهم که آن را دوست دارم.